# I Surrender
I Surrender – piosenka rockowa zespołu Head East z albumu U.S. 1 z 1980 roku. W 1981 roku cover utworu nagrał zespół Rainbow i wydał go jako singel promujący album Difficult to Cure; ta wersja zajęła m.in. trzecie miejsce na liście UK Singles Chart.

## Powstanie
Piosenka została napisana przez Russa Ballarda. Pierwotnie utwór wykonał zespół Head East. Ballard ponadto zaoferował piosenkę Johnowi Verity'emu, który w tamtym okresie był producentem współpracującym z zespołem Saxon. Następnie piosenka została nagrana przez Rainbow.
Graham Bonnet wspomniał, iż proces nagrywania „I Surrender” był trudny i charakteryzował się chaotycznością oraz konfliktami w zespole Rainbow. Bonnet, który początkowo brał udział w tworzeniu piosenki (nagrywając chórki) odrzucił propozycję dokooptowania drugiego wokalisty i odszedł z zespołu. Bonneta zastąpił Joe Lynn Turner.

## Odbiór
Singel zdobył w Wielkiej Brytanii status srebrnej płyty.
| Lista           | Pozycja | Źródło |
| --------------- | ------- | ------ |
| Finlandia       | 7       | [ 4 ]  |
| Irlandia        | 4       | [ 5 ]  |
| Wielka Brytania | 3       | [ 2 ]  |